# 1991 EA1
1991 EA1 är en asteroid i huvudbältet som upptäcktes den 14 mars 1991 av de båda japanska astronomerna Masaru Arai och Hiroshi Mori vid Yorii-observatoriet i Japan.
Asteroiden har en diameter på ungefär 12 kilometer och den tillhör asteroidgruppen Chloris.